# Блюменталь-Тамаріна Марія Михайлівна
Блюменталь-Тамаріна Марія Михайлівна (16 липня 1859, Санкт-Петербург — 16 жовтня 1938, Москва) — російська акторка театру і кіно, один з перших 13 людей, удостоєних звання Народного артиста СРСР (1936).

## Біографія
Народилася в столиці Російської імперії — Санкт-Петербургу. На професійній сцені грала з 1887 року, в Москві з 1901 року. Спочатку в провінційних театрах: Тіфлісу, Владикавказу, Ростову-на-Дону, Харкова, 1901—1914, в 1921—1933 — акторка Московського театру Корша.
Дебют у кіно відбувся в 1911 році (Ліза, «Живий труп»). В 1914—1921 — акторка театру Суходольського, театру «Комедія» і показового театру. В 1933—1938 — в трупі Академічного Малого театру.
Чоловік — актор О. Е. Блюменталь-Тамарін, син — Всеволод Блюменталь-Тамарін.

## Фільмографія
1. 1911 — Живий труп — Ліза
2. 1916 — Веселий розплідник
3. 1923 — Комбриг Іванов — попадя
4. 1923 — На крилах вгору — дружина Волкова
5. 1924 — У нетрях побуту — бабуся
6. 1925 — Дорога до щастя — Аріна
7. 1925 — Його заклик — бабуся Катя
8. 1925 — Кирпичики — Сидорівна
9. 1926 — Машиніст Ухтомський — Сапожникова
10. 1926 — Останній постріл — баба Лікера
11. 1927 — Дон Дієго і Пелагея — Пелагея Дьоміна
12. 1928 — Васілісина перемога — бабуся Зайчиха
13. 1928 — Два суперники — мати
14. 1928 — Сьомий супутник — колишня прислуга
15. 1929 — Матрос Іван Галай — мати
16. 1932 — Зустрічний — дружина майстра Бабченко
17. 1934 — Селяни
18. 1935 — Подруги — Текле Петрівна
19. 1936 — Шукачі щастя — Двойра
20. 1937 — Дочка Батьківщини — баба Марфа
21. 1938 — Нова Москва